# Aufhausen (Forheim)
Aufhausen ist ein Gemeindeteil der Gemeinde Forheim im Landkreis Donau-Ries (Regierungsbezirk Schwaben, Bayern). Zur Unterscheidung von gleichnamigen Ortschaften wird das Dorf auch als Aufhausen an der Kessel bezeichnet.

## Geographie
Das Pfarrdorf liegt circa 2 Kilometer südöstlich von Forheim. Durch das Dorf fließt der Aufhauersbach.

## Geschichte
Erste Spuren einer Besiedlung gibt es bereits aus römischer Zeit in Form von Gutshöfen. Später siedelten sich dort die Franken an. Urkundlich erwähnt wurde der Ort erstmals 1177. Seit Ende des 15. Jahrhunderts befand sich der Großteil des Orts im Besitz des Klosters Christgarten. Nachdem dieses Kloster in der Reformationszeit aufgehoben worden war, gehörte Aufhausen unmittelbar zur Grafschaft Oettingen-Oettingen. Im Jahr 1711 verkaufte Fürst Albrecht Ernst II. von Oettingen-Oettingen alle Obrigkeitsrechte über den Ort an das Stiftskapitel Ellwangen. Unter dessen Herrschaft verblieb es bis zum Ende des Alten Reiches. Mit der Säkularisation des Ellwanger Herrschaftsgebiets fiel der Ort an Württemberg. Im bayerisch-württembergischen Grenzvertrag von 1810 wurde Aufhausen an der Kessel aber dem Königreich Bayern zugeteilt.
Von 1816 bis 1822 wurde die Dorfkirche errichtet. Am 1. Januar 1978 wurde die bisher eigenständige Gemeinde zu Forheim eingemeindet.

## Wappen
Die ehemalige Gemeinde hatte ein eigenes Wappen mit folgender Beschreibung: „In Blau zwei Seitensparren, der rechte silbern, der linke rot, in der Mitte überdeckt mit einem silbernen Herzschild, darin ein rote heraldische Rose.“

## Baudenkmäler
- St. Martin

## Söhne und Töchter
- Wilhelm Vocke (1886–1973), deutscher Bankfachmann